# 高桥名人之冒险岛IV
《高橋名人之冒險島IV》（日语：高橋名人の冒険島IV）是Hudson Soft在1994年6月24日發行在紅白機的横向卷轴平台類型遊戲。這是高橋名人之冒險島系列的第四部作品也是系列在紅白機發行的最後一款作品（同時是日本地區紅白機上最後一款遊戲）。後來在2006年1月19日發售的Game Boy Advance遊戲《冒險島合集》也有收錄本作。在遊戲系統上和前三作相比有很大的改變。

## 遊戲系統
遊戲主選單中除了開始遊戲外也還新增密碼，在遊戲中玩家在小屋休息時就會顯示密碼。遊戲中取消以往的關卡制度、分數和生命數值，玩家可以自由移動島上的各個地區，體力格數也不會隨著時間逐漸消失，體力格數歸零後則會回到小屋，回復體力的水果從1個回復1～2格改成8個回復1格，體力格數最初是2格最多到8格。在遊戲進行時玩家可以開啟道具選單隨時替換所收集的武器裝備或是使用道具。恐龍也在獲救後要到特定地方騎乘，五隻恐龍一次只能騎乘其中一隻，可自由切換是否要騎乘恐龍。

## 角色
高橋名人
遊戲系列的男主角。
蒂娜（ティナ）
遊戲系列的女主角，高橋名人的戀人，在遊戲的後期依舊會被茄子魔王捉走。
茄子魔王（ナスビ魔王）
將五隻恐龍捉走並且指派五位魔人到冒險島各地的敵人。